# 杉本完治
杉本 完治（すぎもと かんじ、1944年1月6日 - ）は、日本の国語教師、明治文学・森鷗外研究者。

## 人物
静岡県伊豆市生まれ。森鷗外記念会会員。元静岡県立高等学校国語科教諭。明治文学研究者であり、森鷗外研究者。特に、処女作『舞姫』については長期間にわたる研究に基づき、講演活動にも力を注ぐ。その他、森鷗外の歴史小説や史伝の研究も進めた。高等学校在職中は、単なる進学指導・就職指導を超えたカウンセリングを含む、総合型キャリアガイダンスの研究と実践を推進した。近年は文学、科学、教育問題に限らず、国防・少子高齢化・議員の世襲や定年制・社会保障等の政治問題、さまざまな犯罪やヤングケアラー等の社会問題にも強い関心を示し、積極的に発言・執筆活動を展開している。

## 経歴
- 1966年4月 ～ 静岡県立袋井商業高等学校教諭。
- 1969年4月 ～ 静岡県立浜松西高等学校教諭。
- 1979年4月 ～ 静岡県立池新田高等学校教諭。
- 1988年4月 ～ 静岡県立磐田南高等学校教諭。
- 1991年 ～ 右文書院高等学校教科書編集委員。
- 1995年4月 ～ 静岡県立浜松南高等学校教諭。
- 1999年4月 ～ 静岡県立磐田北高等学校教諭。
- 2004年3月 定年退職。
- 2004年4月 ～ 静岡県立浜松北高等学校再任用教諭。
- 2004年4月 ～ 静岡県立農林大学校講師。
- 2004年5月 ～ 静岡県立磐田南高等学校講師。

## 著書

### 単著
- 『キミが明日の主人公だ』【日本教育新聞社出版局】 1987年6月21日 刊（ISBN 9784930821805）
- 『身体の不調は肝臓を疑え』【講談社】 1987年7月26日 刊（ISBN 9784061953215）
- 『鷗外歴史小説 よこ道うら道おもて道』【文芸社】 2002年12月15日 刊　筆名:神澤秀太郎（ISBN 9784835548203）
- 『｢舞姫｣の読み方』 【東京書籍（東京書籍Eネットにて50回連載）】 2009年～？
- 『森鷗外 永遠の問いかけ』 【新典社】 2012年9月3日 刊（ISBN 9784787968067）
- 『森鷗外｢舞姫｣の本文と索引』 【新典社】 2015年5月30日 刊（ISBN 9784787942722）
- 『男の意地』(電子書籍）【22世紀アート】2018年12月 刊　筆名:御木本卓行
- 『セピア色の明治｢舞姫｣に垣間見る明治の実相』(電子書籍) 【22世紀アート】 2019年7月 刊
- 『悦楽ー男と女ー』(電子＆紙出版) 【22世紀アート】 2022年2月刊　筆名:多田野陽登
- 『おじいちゃん先生が語る｢舞姫｣講座』 【明治書院webにて連載】 2020年1月～
- 『森鷗外｢舞姫｣の全貌 言語学的研究に基づく考察』 【右文書院】 2020年3月 刊（ISBN 9784842108117）

### 共編著、執筆協力等
- [執筆協力]『完訳用例古語辞典』 【学研ホールディングス】 1996年12月10日 刊（ISBN 9784053004451）
- [中村幸弘共著]『簡約文語文法』 【日験】 1997年3月10日 刊（ISBN 9784888760447）
- [執筆協力] 『ベネッセ全訳古語辞典』 【ベネッセコーポレーション】 1998年11月 初版刊（ISBN 9784828804262）
- [編集委員] 『ベネッセ全訳古語辞典 - 改訂版 - 』 【ベネッセコーポレーション】 2007年11月 初版刊（ISBN 9784828804736）
- [中村幸弘共著] 『漢文文型 訓読の語法』 【新典社】 2012年7月7日 刊（ISBN 9784787906304）

### 論文
- [論文] 『｢舞姫｣における気象描写』 【雑誌『鷗外･62号』にて掲載】 1997年1月 刊
- [論文] 『主として「鷗外が結婚した日はいつか」について』 【雑誌『鷗外･64号』にて掲載】 1998年1月 刊
- [論文] 『鷗外の離婚危機』 【雑誌『鷗外･92号』にて掲載】 2013年1月 刊
- [論文] 『鷗外の離婚危機』 【雑誌『鷗外･93号』にて掲載】 2013年7月 刊
- [論文] 『鷗外の離婚危機』 【雑誌『鷗外･94号』にて掲載】 2014年1月 刊
- [論文] 『｢壽阿彌の手紙｣ - 桑原家に関する情報提供 - 』 【雑誌『鷗外･99号』にて掲載】 2016年7月 刊

- [論文] 『｢壽阿彌の手紙｣の桑原苾堂について』 【雑誌『鷗外･100号』にて掲載】 2017年1月 刊
- [論文] 『旧｢浜松市歌｣について』 【雑誌『遠江･40号』にて掲載】 2017年3月 刊
- その他